# Rosa 'Riberhus'
'Riberhus' (el nombre del obtentor registrado de 'POUlriber'® ), es un cultivar de rosa que fue conseguido en Dinamarca en 1998 por el rosalista danés Poulsen.

## Descripción
'Riberhus' es una rosa moderna cultivar arbusto del grupo Floribunda.
El cultivar procede del cruce de parentales de planta de semillero x 'MACrexy' (U.S. Plant Pat. No. 6,713).
Las formas arbustivas del cultivar tienen porte erguido amplio y alcanza de 100 a 150 cm de alto. Las hojas son de color verde oscuro y brillante.
Sus delicadas flores de color rosa-salmón. Fragancia fuerte. Rosa de diámetro medio de 3" 30 a 40 pétalos. La flor grande, muy plena más de 41 pétalos. En pequeños grupos, floración en cuartos. 
Florece en oleadas a lo largo de la temporada. Primavera o verano son las épocas de máxima floración, si se le hacen podas más tarde tiene después floraciones dispersas.

## Origen
El cultivar fue desarrollado en Dinamarca por el prolífico rosalista danés Poulsen, en 1998. 'Riberhus' es una rosa híbrida diploide con ascendentes parentales de planta de semillero x 'MACrexy' (U.S. Plant Pat. No. 6,713).
El obtentor fue registrado bajo el nombre cultivar de 'POUlriber'®, por Poulsen en 1998 y se le dio el nombre comercial de exhibición 'Riberhus'™.
También se le reconoce por los sinónimos de 'Grand Canyon', 'POUlriber', y 'Riberus'.
La rosa fue conseguida por hibridación por " L. Pernille Olesen"/"Mogens Nyegaard Olesen" en Dinamarca antes de 1997, e introducida en el mercado danés en 2000 por Poulsen Roser A/S como 'Gettysburg'.
La rosa fue introducida en los Estados Unidos mediante el registro "United States - Patent No: PP 12,902  on  3 Sep 2002" con el nombre de 'Grand Canyon'.

## Cultivo
Aunque las plantas están generalmente libres de enfermedades, es posible que sufran de punto negro en climas más húmedos o en situaciones donde la circulación de aire es limitada.
Las plantas toleran media sombra, a pesar de que se desarrollan mejor a pleno sol. En América del Norte son capaces de ser cultivadas en USDA Hardiness Zones 6b a 9b. La resistencia y la popularidad de la variedad han visto generalizado su uso en cultivos en todo el mundo.
Puede ser utilizado para las flores cortadas, o jardín. Vigorosa. En la poda de Primavera es conveniente retirar las cañas viejas y madera muerta o enferma y recortar cañas que se cruzan. En climas más cálidos, recortar las cañas que quedan en alrededor de un tercio. En las zonas más frías, probablemente hay que podar un poco más que eso. Requiere protección contra la congelación de las heladas invernales.